# Ланглинген
Ланглинген (њем. Langlingen) општина је у њемачкој савезној држави Доња Саксонија. Једно је од 24 општинска средишта округа Целе. Према процјени из 2010. у општини је живјело 2.287 становника. Посједује регионалну шифру (AGS) 3351017.

## Географски и демографски подаци
Ланглинген се налази у савезној држави Доња Саксонија у округу Целе. Општина се налази на надморској висини од 45 метара. Површина општине износи 33,3 km². У самом мјесту је, према процјени из 2010. године, живјело 2.287 становника. Просјечна густина становништва износи 69 становника/km².

## Међународна сарадња
| Мјесто | Држава | Врста сарадње | Од    |
| ------ | ------ | ------------- | ----- |
| Чарне  | Пољска | партнерство   | 2000. |
| Извор  |        |               |       |